# Liste der Naturdenkmale in Hessen

Landkreise und kreisfreie Städte in Hessen.

Hessen, Lage in Deutschland

Die Liste der Naturdenkmale in Hessen nennt die Listen und die Anzahl der Naturdenkmale in den Landkreisen und kreisfreien Städten in Hessen.

## Liste
| Gebiet                        | Liste                                                    | Anzahl der Naturdenkmale |
| ----------------------------- | -------------------------------------------------------- | ------------------------ |
| Landkreis Bergstraße          | Liste der Naturdenkmale im Kreis Bergstraße              | 152                      |
| Darmstadt                     | Liste der Naturdenkmale in Darmstadt                     | 032                      |
| Landkreis Darmstadt-Dieburg   | Liste der Naturdenkmale im Landkreis Darmstadt-Dieburg   | 50                       |
| Frankfurt am Main             | Liste der Naturdenkmale in Frankfurt am Main             | 026                      |
| Landkreis Fulda               | Liste der Naturdenkmale im Landkreis Fulda               | 300                      |
| Landkreis Gießen              | Liste der Naturdenkmale im Landkreis Gießen              | 063                      |
| Landkreis Groß-Gerau          | Liste der Naturdenkmale im Kreis Groß-Gerau              | 072                      |
| Landkreis Hersfeld-Rotenburg  | Liste der Naturdenkmale im Landkreis Hersfeld-Rotenburg  | 194                      |
| Hochtaunuskreis               | Liste der Naturdenkmale im Hochtaunuskreis               | 095                      |
| Landkreis Kassel              | Liste der Naturdenkmale im Landkreis Kassel              | 244                      |
| Kassel                        | Liste der Naturdenkmale in Kassel                        | 057                      |
| Lahn-Dill-Kreis               | Liste der Naturdenkmale im Lahn-Dill-Kreis               | 149                      |
| Landkreis Limburg-Weilburg    | Liste der Naturdenkmale im Landkreis Limburg-Weilburg    | 047                      |
| Main-Kinzig-Kreis             | Liste der Naturdenkmale im Main-Kinzig-Kreis             | 199                      |
| Main-Taunus-Kreis             | Liste der Naturdenkmale im Main-Taunus-Kreis             | 044                      |
| Landkreis Marburg-Biedenkopf  | Liste der Naturdenkmale im Landkreis Marburg-Biedenkopf  | 115                      |
| Odenwaldkreis                 | Liste der Naturdenkmale im Odenwaldkreis                 | 069                      |
| Landkreis Offenbach           | Liste der Naturdenkmale im Landkreis Offenbach           | 062                      |
| Offenbach am Main             | Liste der Naturdenkmale in Offenbach am Main             | 011                      |
| Rheingau-Taunus-Kreis         | Liste der Naturdenkmale im Rheingau-Taunus-Kreis         | 121                      |
| Schwalm-Eder-Kreis            | Liste der Naturdenkmale im Schwalm-Eder-Kreis            | 133                      |
| Vogelsbergkreis               | Liste der Naturdenkmale im Vogelsbergkreis               | 113                      |
| Landkreis Waldeck-Frankenberg | Liste der Naturdenkmale im Landkreis Waldeck-Frankenberg | 284                      |
| Werra-Meißner-Kreis           | Liste der Naturdenkmale im Werra-Meißner-Kreis           | 153                      |
| Wetteraukreis                 | Liste der Naturdenkmale im Wetteraukreis                 | 212                      |
| Wiesbaden                     | Liste der Naturdenkmale in Wiesbaden                     | 060                      |

## Natureg und Naturdenkmale
Die Zuständigkeit für Naturdenkmale in Hessen liegt bei den unteren Naturschutzbehörden der Landkreise, kreisfreien Städte und der Sonderstatusstädte.
Seit 2010 legt das Hessische Ausführungsgesetz zum Bundesnaturschutzgesetz (HAGBNatSchG) fest, dass die Veröffentlichung zentral im Naturschutz-Informationssystem des Landes Hessen, Natureg erfolgen soll:

„(1) Die Naturschutzbehörden führen für ihren Zuständigkeitsbereich Register, in die alle Natura-2000-Gebiete, Naturschutz- und Landschaftsschutzgebiete, Naturdenkmäler, geschützten Landschaftsbestandteile sowie alle Grundstücke, auf denen rechtliche Beschränkungen zugunsten des Naturschutzes lasten, einzutragen sind.
(2) Für das Land wird ein Naturschutzinformationssystem (NATUREG) eingerichtet. Die Behörden des Landes, die unteren Naturschutzbehörden und die sonstigen öffentlichen Planungsträger übermitteln die im Rahmen ihrer Zuständigkeiten oder Aufgaben erhobenen Naturschutzfachdaten an NATUREG. [...] In NATUREG werden die übermittelten Daten aufbereitet, auf geeignete Weise zusammengefasst und für jedermann zugänglich gemacht, soweit nicht Schutzerfordernisse der zu schützenden Tiere oder Pflanzen dem entgegenstehen.“

Naturdenkmale werden in Natureg erst seit Anfang 2019 und bisher nur in Teilregionen dargestellt.